# 7373 Stashis
7373 Stashis eller 1979 QX9 är en asteroid i huvudbältet som upptäcktes den 27 augusti 1979 av den rysk-sovjetiske astronomen Nikolaj Tjernych vid Krims astrofysiska observatorium på Krim. Den har fått sitt namn efter Vladimir V. Stashis.
Asteroiden har en diameter på ungefär 9 kilometer och den tillhör asteroidgruppen Themis.